# Nomada sutepensis
Nomada sutepensis är en biart som beskrevs av Cockerell 1929. Nomada sutepensis ingår i släktet gökbin, och familjen långtungebin. Inga underarter finns listade i Catalogue of Life.